# 神戶高速鐵道
神戶高速鐵道股份有限公司（日语：／ Kōbe Kōsoku Tetsudō */?），簡稱神戶高速鐵道，是一家由阪急電鐵、阪神電氣鐵道、山陽電氣鐵道、神戶電鐵等公司及神戶市所合組的第三種鐵道事業公司。成立于1958年（昭和33年）10月2日。1968年（昭和43年）4月7日開始營業，屬於準大手私鐵。神戶市為該公司最大股東，占40%；阪急阪神控股為10.7%；阪神電氣鐵道為10.7%；山陽電氣鐵道為10.7%；神戶電鐵為7.9%。

## 路線列表
神戶高速鐵道僅持有下列路線，沒有營運列車，為第3種鐵道事業者。以下路線全部都由第2種鐵道事業者營運列車。
| 路線記號     | 中文線名                     | 日文線名 | 第2種鐵道事業者 | 起點            | 終點             | 距離（公里） |
| ------------ | ---------------------------- | -------- | --------------- | --------------- | ---------------- | ------------ |
| HS           | 阪神神戶高速線（東西線）     |          | 阪神電氣鐵道    | 西代（HS 39）   | 元町（HS 33）    | 5.0          |
| HK           | 阪急神戶高速線（東西線）     |          | 阪急電鐵        | 新開地（HS 36） | 神戶三宮（HK16） | 2.8          |
| KB           | 神戶電鐵神戶高速線（南北線） |          | 神戶電鐵        | 新開地（KB 01） | 湊川（KB 02）    | 0.4          |
| 讓渡鐵道路線 |                              |          |                 |                 |                  |              |
| S            | 北神線                       |          | 北神急行電鐵    | 谷上（S01）     | 新神戶（S02）    | 7.5          |

## 外部連結
- 神戶高速鐵道 （页面存档备份，存于） （日語）